# Архиепархия Пондичерри и Куддалора

Архиепархия Пондичерри и Куддалора (лат. Archidioecesis Pondicheriensis et Cuddalorensis) — архиепархия Римско-Католической церкви c центром в городе Пудучерри, Индия. В митрополию Пондичерри и Куддалора входят епархии Дхармапури, Кумбаконама, Салема, Танджора. Кафедральным собором архиепархии Пондичерри и Куддалора является церковь Непорочного Зачатия Пресвятой Девы Марии.

## История
В 1776 году Святой Престол учредил миссию Sui iuris Пондичерри, выделив её из миссии sui iuris Мадуры (сегодня — Епархия Тируччираппалли). Попечение над миссией sui iuris было поручено миссионерской организации Парижского общества заграничных миссий.
14 июня 1828 года Конгрегация пропаганды веры издала декрет Cum christianissimus, согласно которому миссия sui iuris Пондичерри была преобразована в апостольскую префектуру.
1 сентября 1836 года Римский папа Григорий XVI издал буллу Apostolici muneris, которой преобразовал апостольскую префектуру Пондичерри в апостольский викариат.
1 сентября 1886 года Римский папа Лев XIII издал буллу Humanae salutis, которой возвёл апостольский викариат Пондичерри в ранг архиепархии.
1 сентября 1889 года и 26 мая 1930 года архиепархия Пондичерри передала часть своей территории для возведения новых епархий Кумбаконама и Салема.
7 августа 1953 года архиепархия Пондичерри была переименована в архиепархию Пондичерри и Куддалора.

## Ординарии архиепархии
- епископ Pierre Brigot (30.09.1776 — 8.11.1791);
- епископ Nicolas Champenois (8.11.1791 — 30.10.1811);
- епископ Louis-Charles-Auguste Hébert (30.10.1811 — 8.07.1836) — назначен апостольским викарием апостольского викариата Побережья Коромандел;
- епископ Clément Bonnand (3.10.1836 — 21.03.1861);
- епископ Joseph-Isidore Godelle (21.03.1861 — 15.07.1867);
- архиепископ François-Jean-Marie Laouënan (5.06.1868 — 29.09.1892);
- архиепископ Joseph-Adolphe Gandy (29.09.1892 — 25.03.1909);
- архиепископ Elie-Jean-Joseph Morel (11.05.1909 — 16.08.1929);
- архиепископ Auguste-Siméon Colas (24.06.1930 — 28.10.1955);
- архиепископ Ambrose Rayappan (28.11.1955 — 17.03.1973);
- архиепископ Venmani S. Selvanather (17.03.1973 — 18.02.1992);
- архиепископ Michael Augustine (18.02.1992 — 10.06.2004);
- архиепископ Antony Anandarayar (10.06.2004 — 27.01.2021, в отставке)[1]
- архиепископ Francis Kalist (19.03.2022 — по настоящее время).

## Источник
- Annuario Pontificio, Libreria Editrice Vaticana, Città del Vaticano, 2003, ISBN 88-209-7422-3
- Декрет Cum christianissimus Архивная копия от 9 марта 2016 на Wayback Machine, Adrien Launay, Histoire des Missions de l’Inde. Pondicherry, Maissour, Coimbatour, т. I, Paris 1898, стр. 490  (лат.)
- Бреве Apostolici muneris Архивная копия от 20 мая 2011 на Wayback Machine, Bullarium pontificium Sacrae congregationis de propaganda fide, т. V, Romae 1841, стр. 145  (лат.)